# Костшин-над-Одрон
Ко́стшин-над-О́дрон  (Костшин на Одре, пол. Kostrzyn nad Odrą; прежде: Ко́стшин, Кюстрин; нем. Küstrin) — приграничный город в Западной Польше, на правом берегу Одры у места впадения Варты. Входит в Гожувский повет Любушского воеводства в статусе городской гмины. Занимает площадь 46,17 км². Население — 19 952 человека (на 2007 год), 18 097 (на 2015 год).

## История
Название произошло от поморянского слова костерин, обозначающего место произрастания большого числа щетинника. 

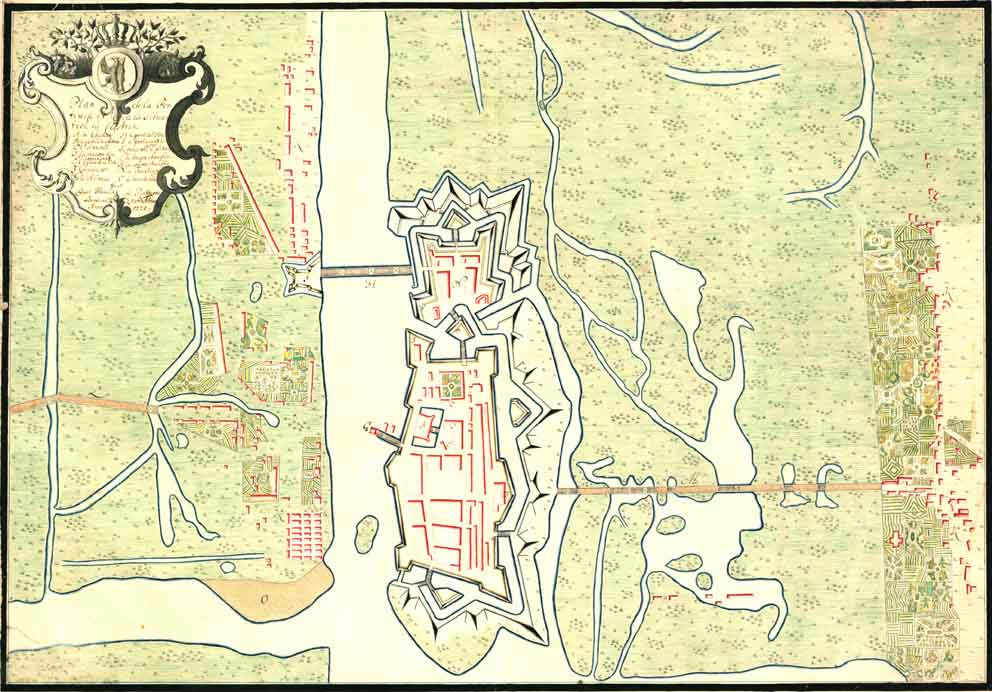
Схема города и крепости Кюстрин (1728)

Известен с 1232 года под названиями: Cozsterine (1232), terra Custerin (1234), terram Costerin (1246), Custryn (1309), Kostryn (1317), Costrzin (1339), Custeryn (1371), Küstrin (1822) и параллельно Cüstrin (до 1928), Kostrzyn (1945—2003) и современное название с 2003 года: Kostrzyn nad Odrą.
В 1535—1571 гг. — столица т. н. Новой марки (Бранденбург-Кюстрин), которой правил маркграф Иоганн Гогенцоллерн. Кюстринский замок в XVII—XVIII вв. был мощной крепостью на востоке Пруссии.
В 1730—1732 годах Фридрих, будучи наследным принцем, находился в Кустрине в заключении после неудачной попытки бегства из Пруссии. 6 ноября 1730 год здесь, у него на глазах, был обезглавлен по приказу его отца лучший друг его юности и сообщник в побеге, Ганс Герман фон Катте.
В августе 1758 года, в ходе Семилетней войны, Кюстрин подвергся осаде, но выстоял, невзирая на страшные пожары и разрушения, вызванные в крепости действием русской артиллерии.
В ходе наполеоновских войн город неоднократно оказывался в эпицентре театра военных действий; так в Войну четвёртой коалиции Кюстрин был, почти без сопротивления, занят французской армией. В 1813 году, во время Шестой коалиционной войны, город блокировали части русской императорской армии под командованием Воронцова и Капцевича, а после перемирия — прусский ландвер, которому французы и сдали крепость в марте 1814 года.
Войска 8-й гвардейской армии 12 марта 1945 года во взаимодействии с войсками 5-й ударной армии и силами Днепровской военной флотилии овладели городом, а 30 марта — крепостью Кюстрин (Костшин) (подробнее об этих сражениях см. статьи Кюстринский плацдарм и Боевые действия по удержанию и расширению плацдарма в районе Кюстрина).

## Фотографии

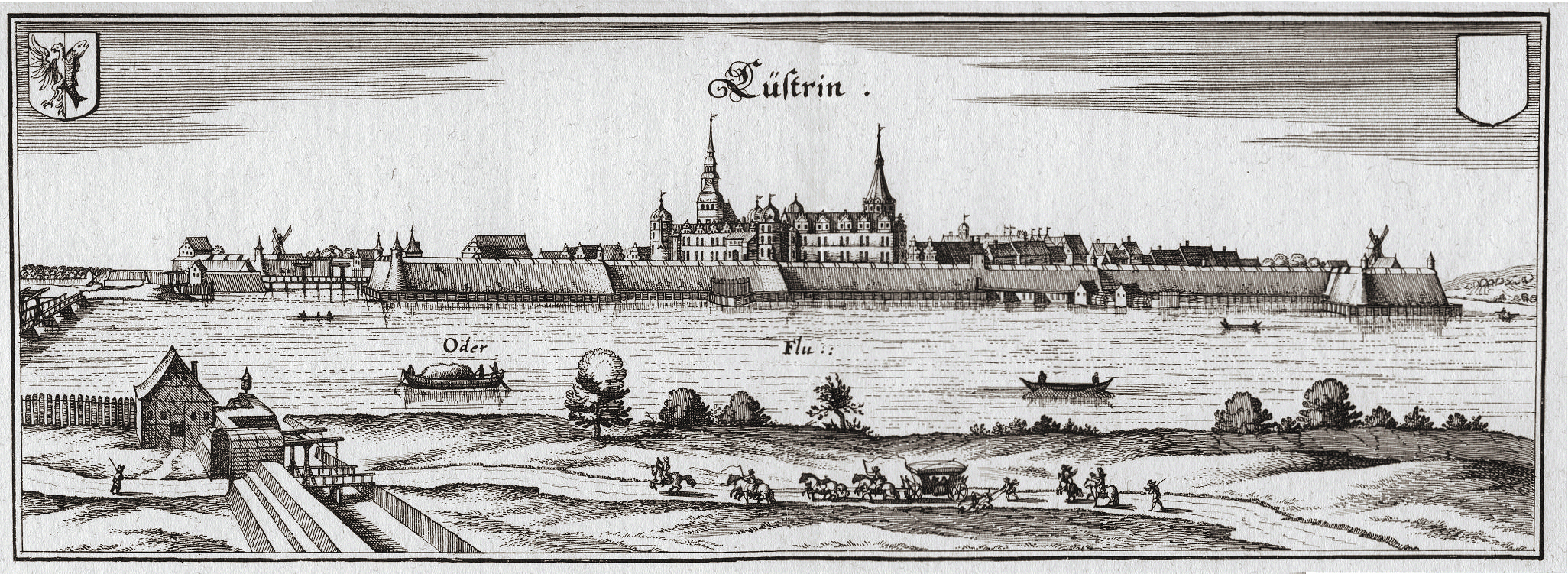
Кюстрин на гравюре Мериана (1652)
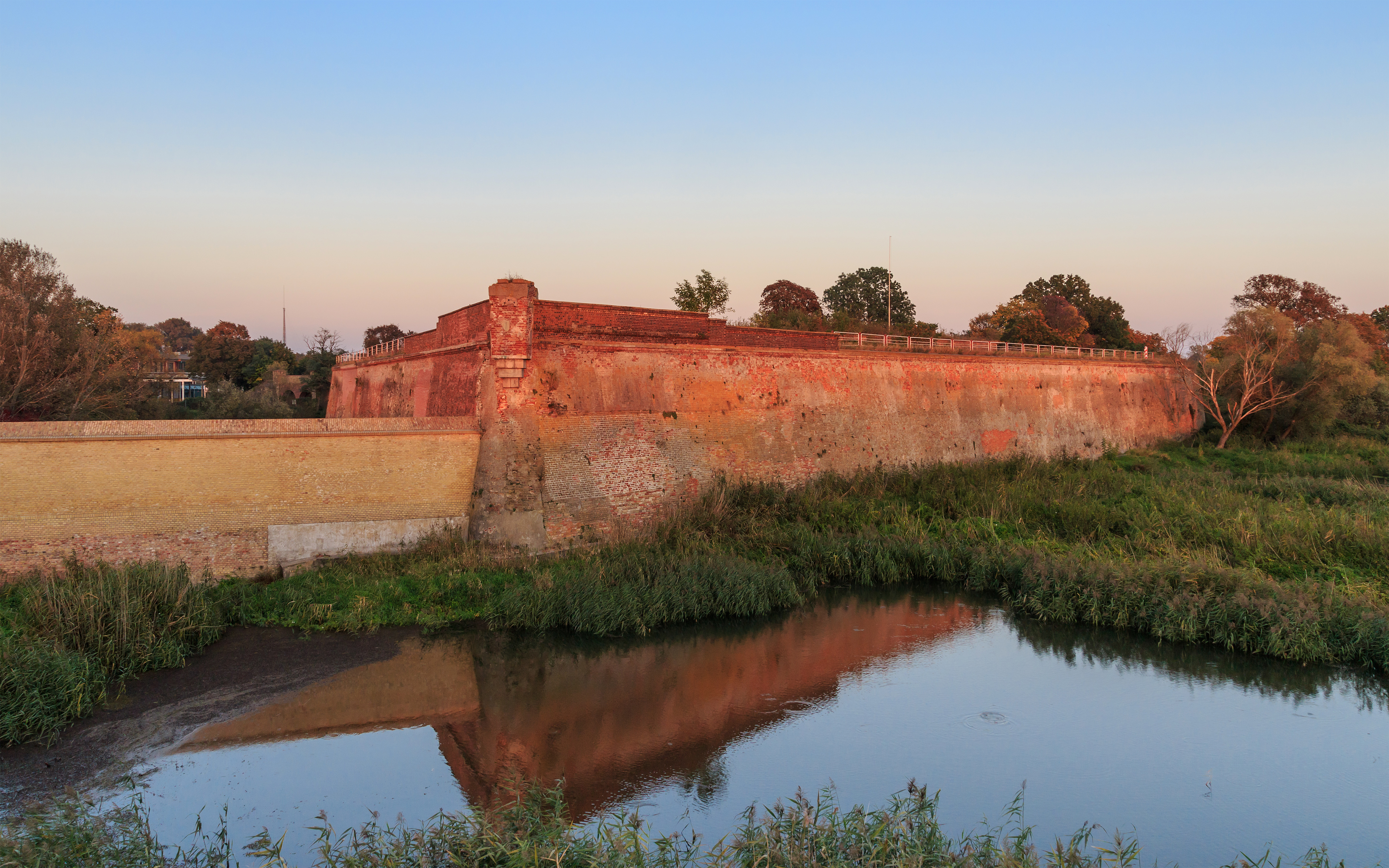
Старая крепость Кюстрин — Бастион Король
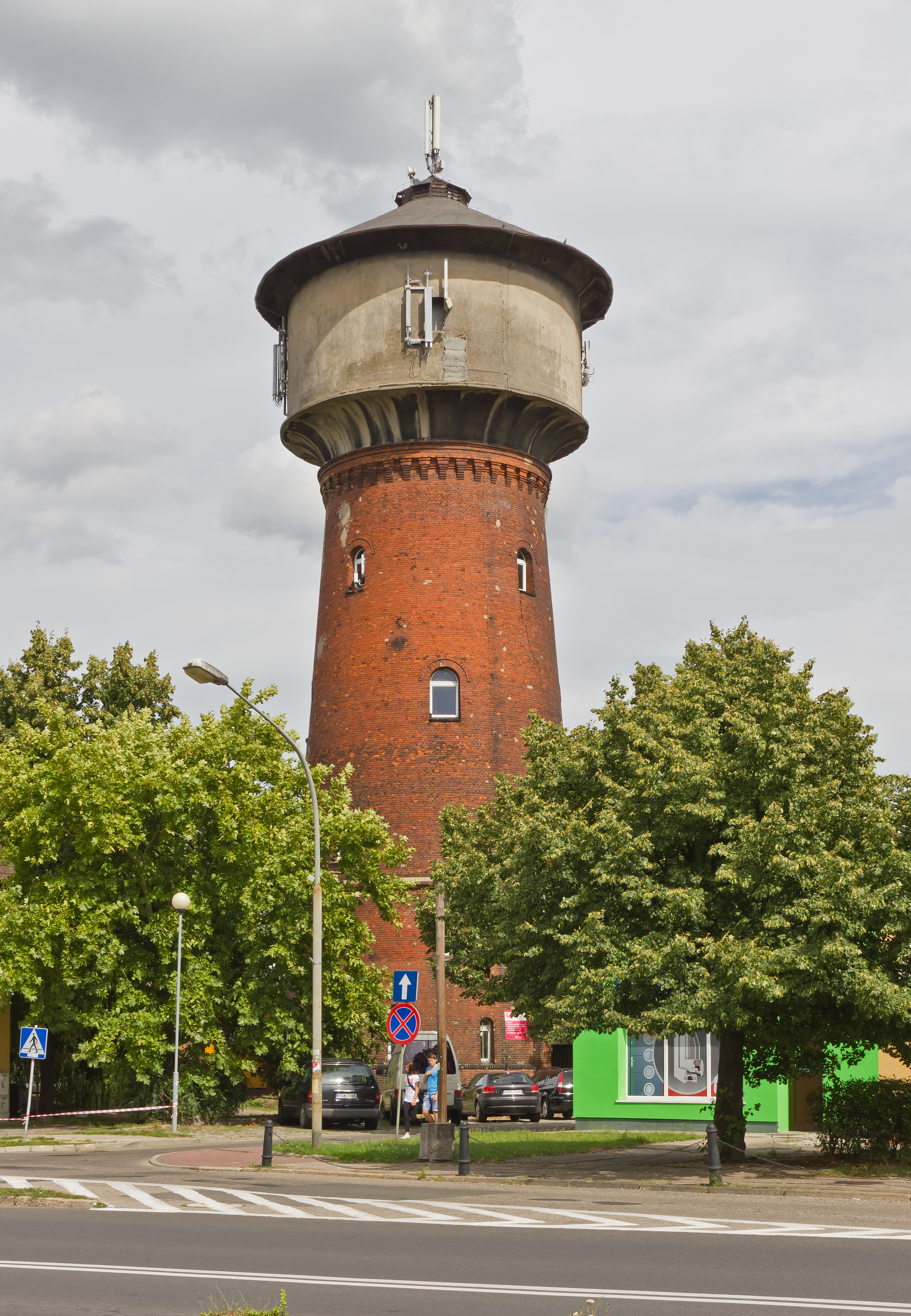
Водокачка
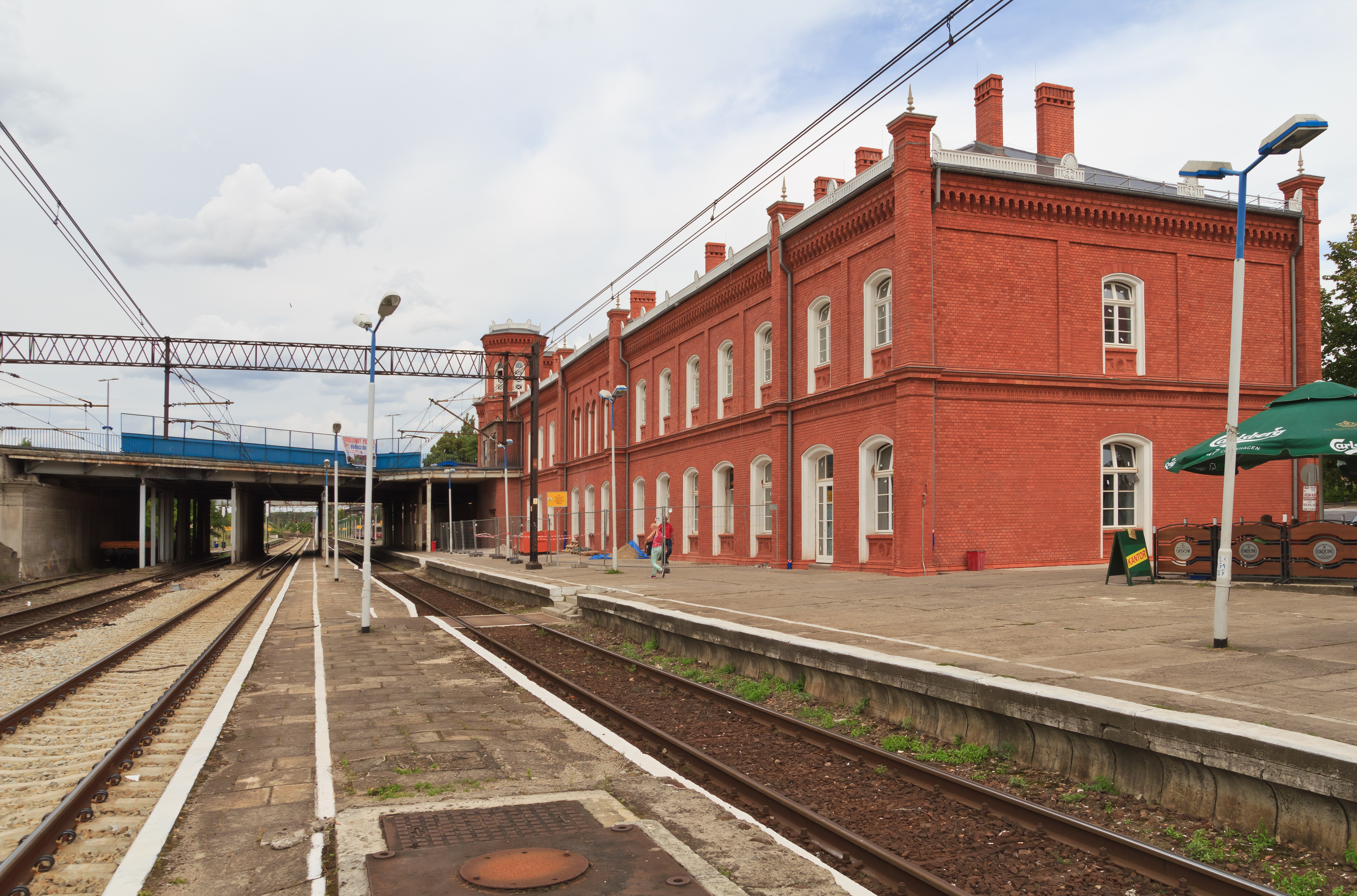
Железнодорожная станция
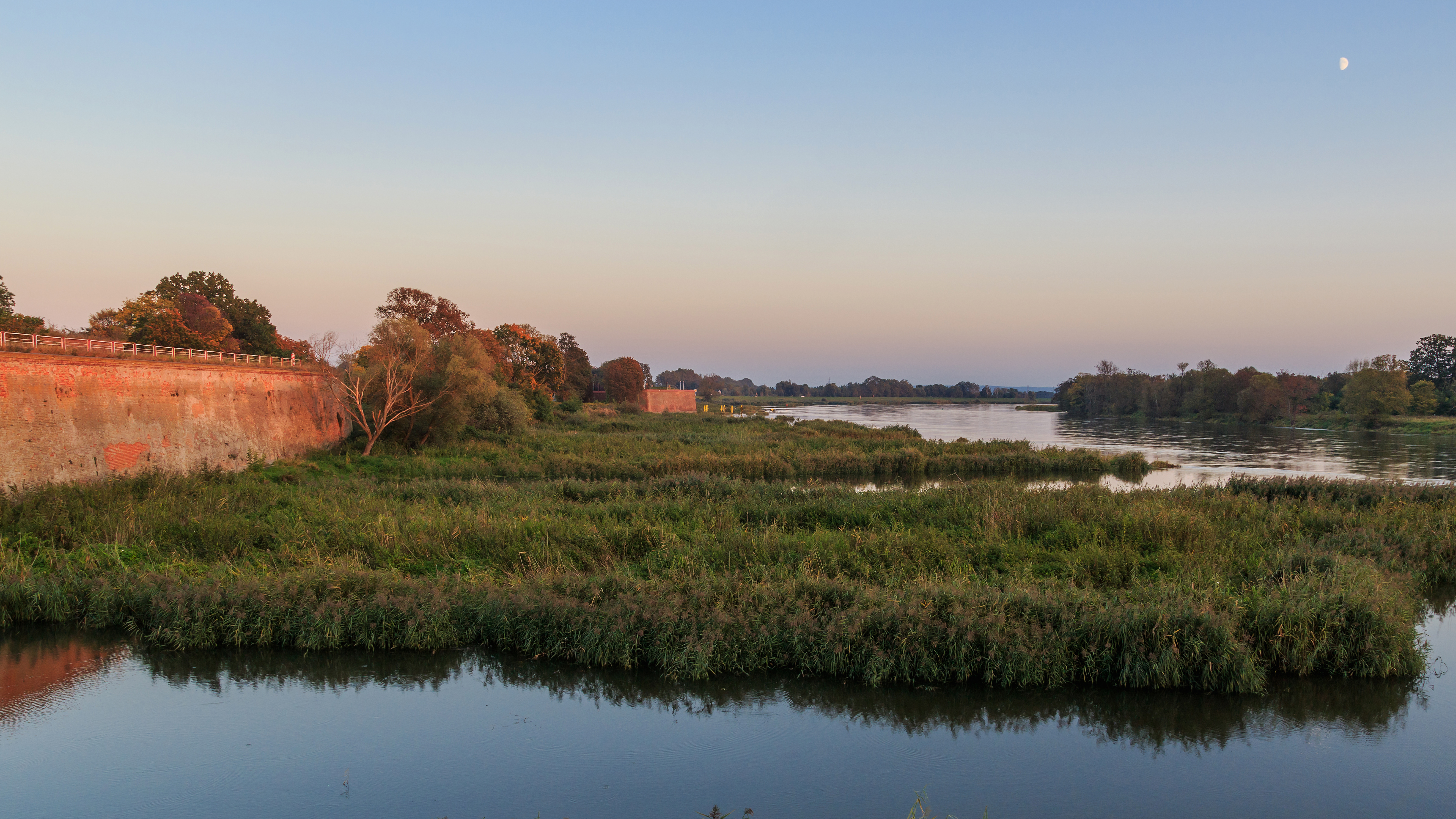
Вид на Одер из Кюстрина
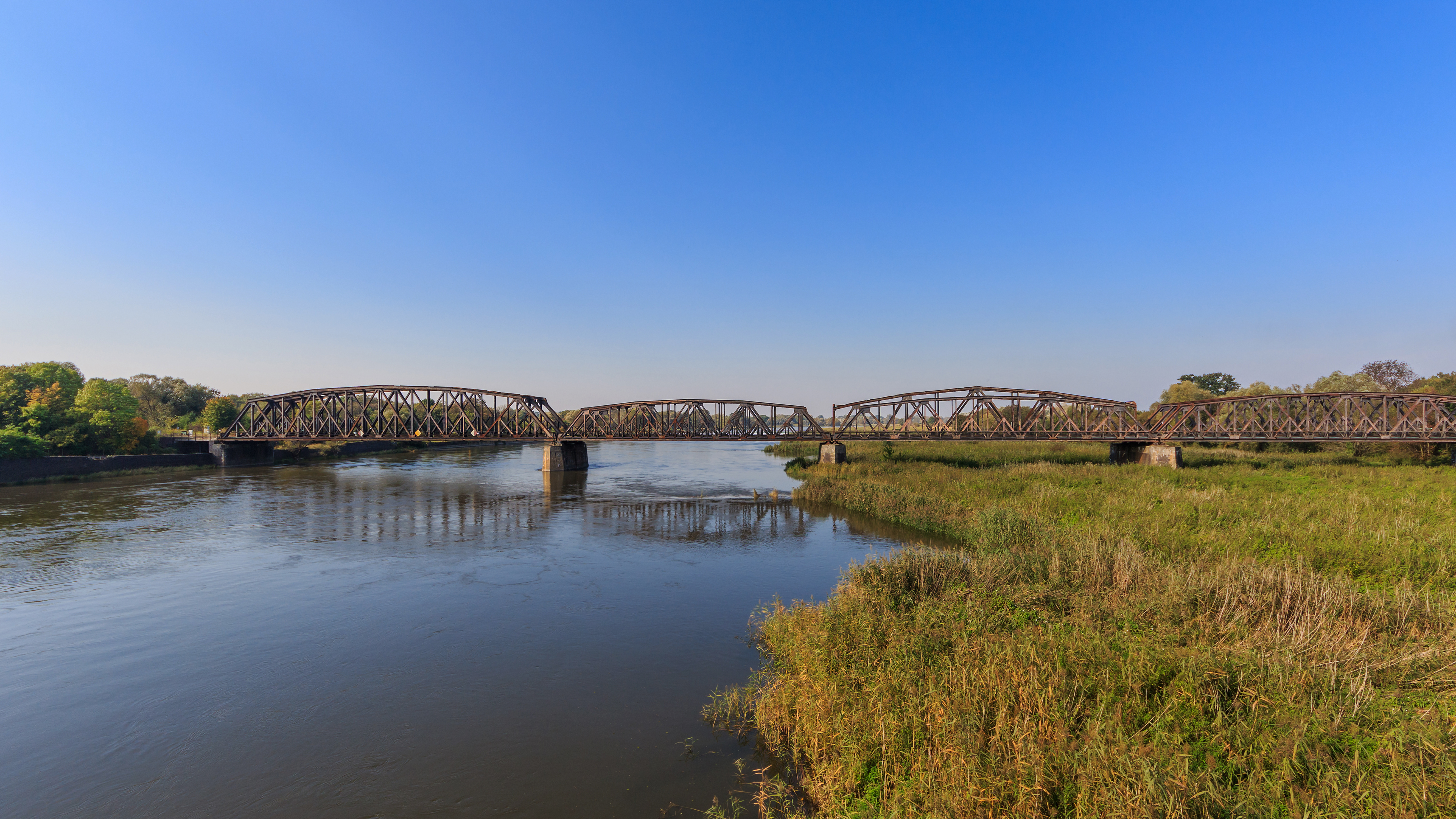
Железнодорожный мост через Одер
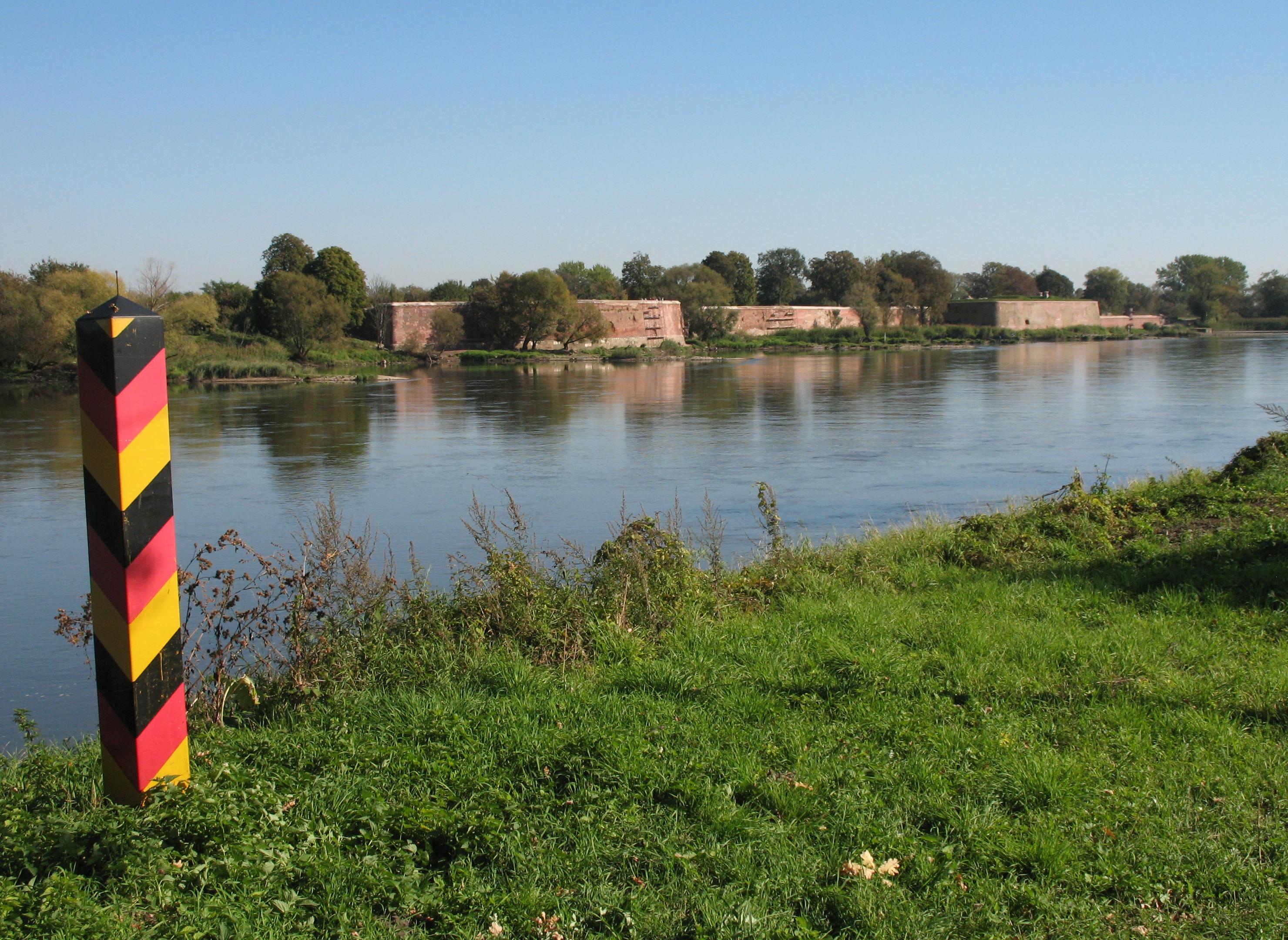
Вид на Одер из Кюстрин-Китц (населённый пункт на западном берегу Одера в коммуне Кюстринер-Форланд, ФРГ)
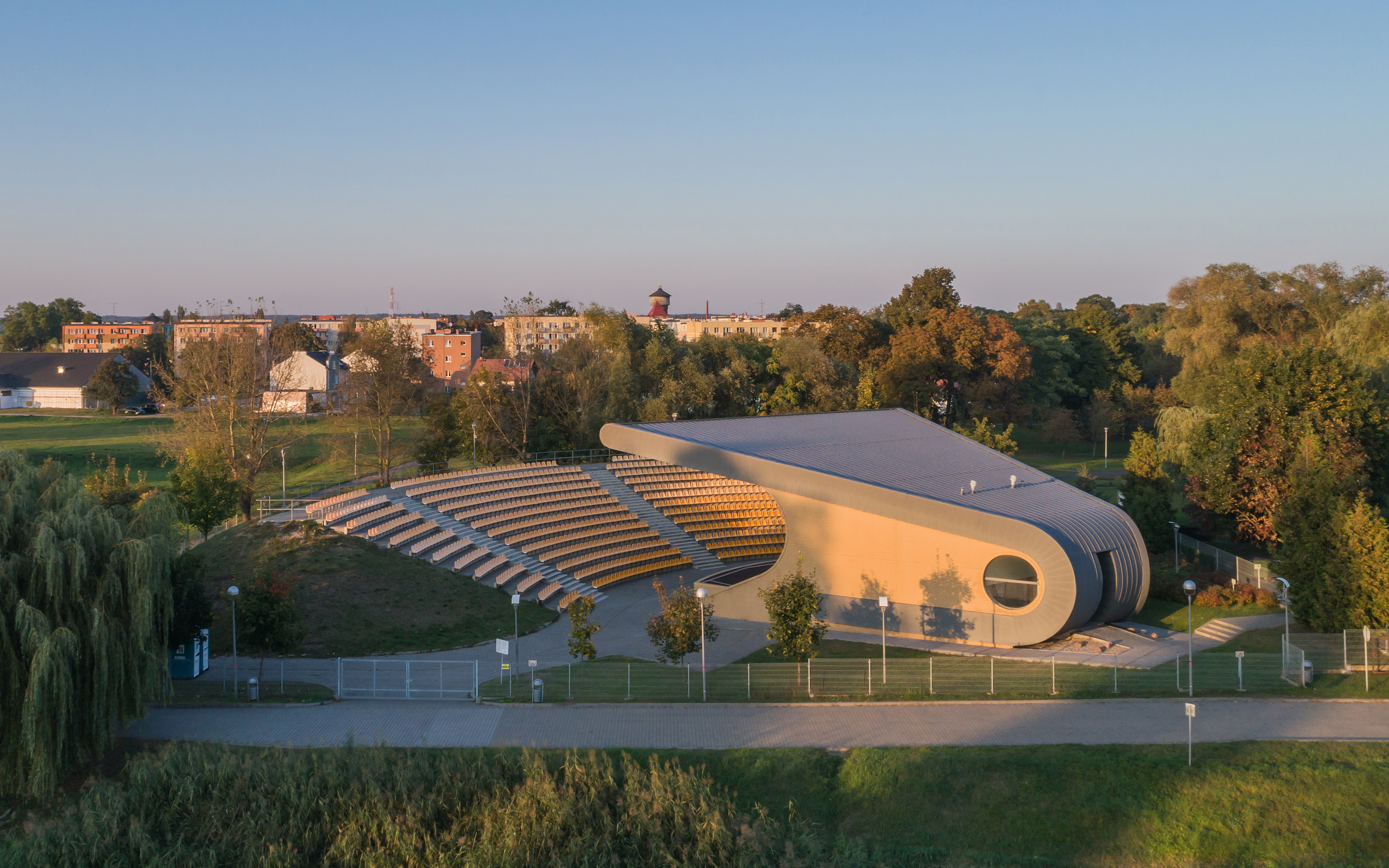
Амфитеатр
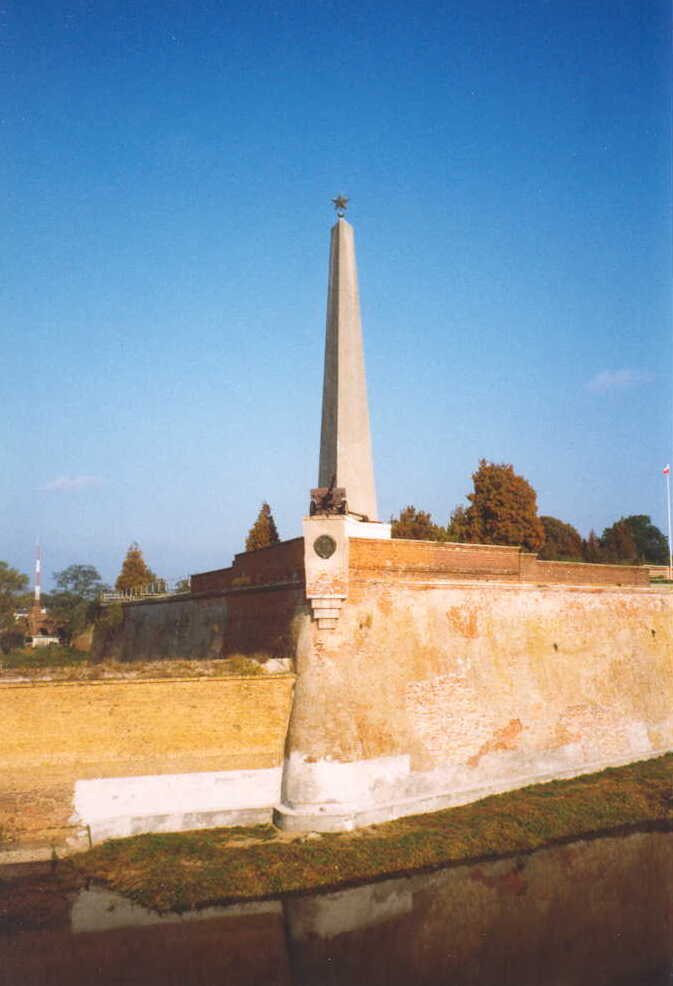
Обелиск в Кюстрине работы Льва Кербеля
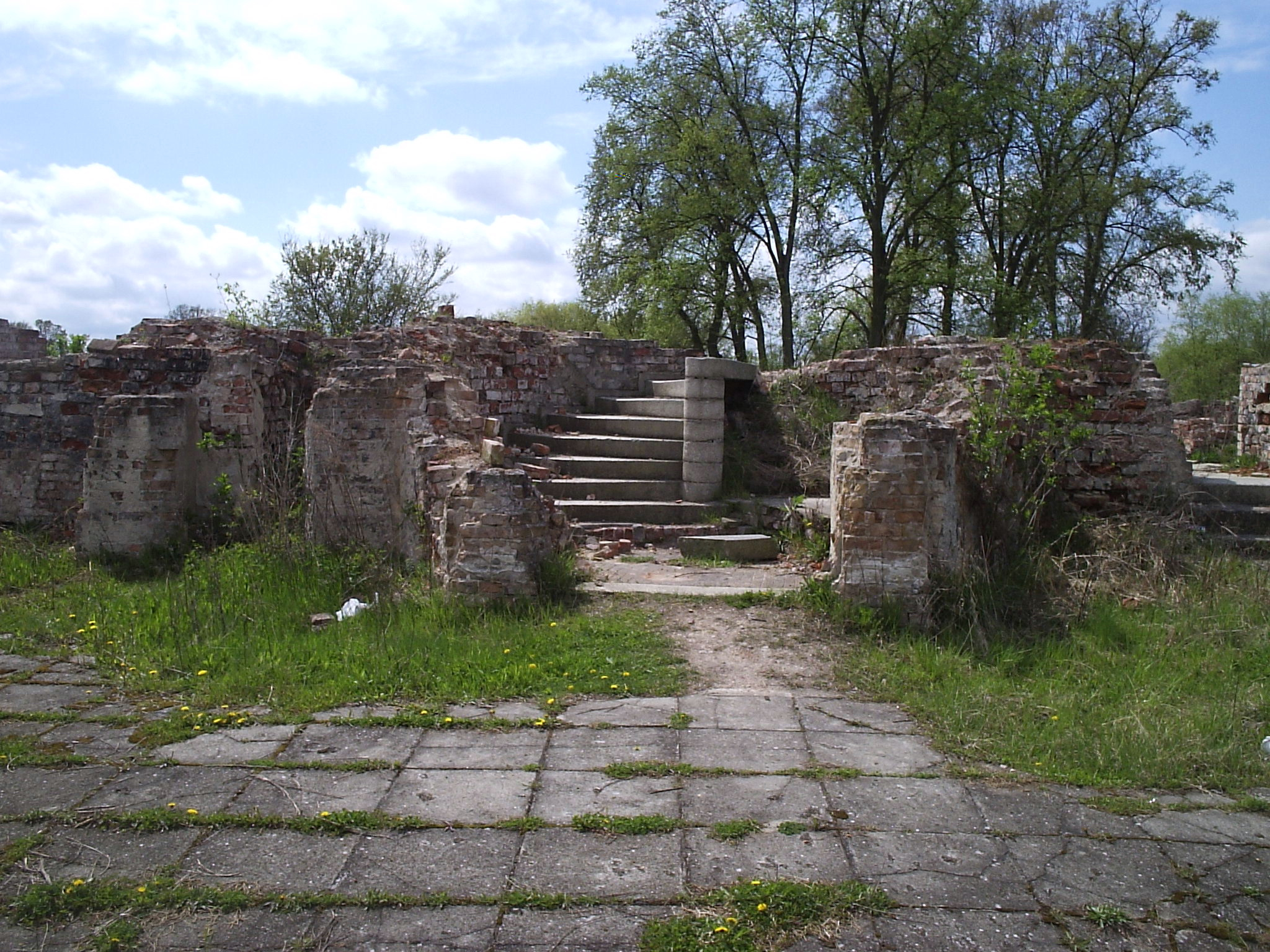
Руины замка
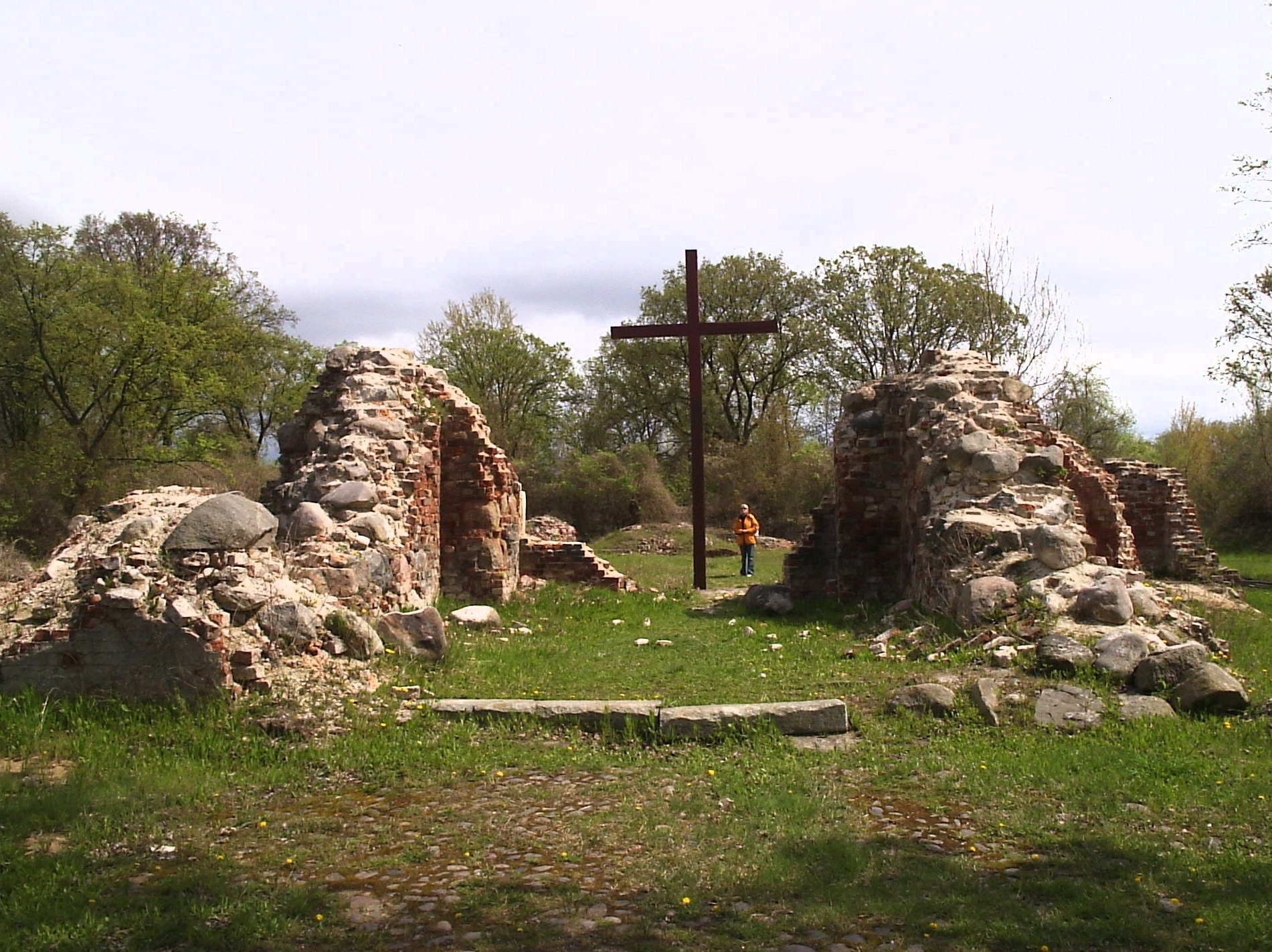
Руины церкви